# Arany János-díj

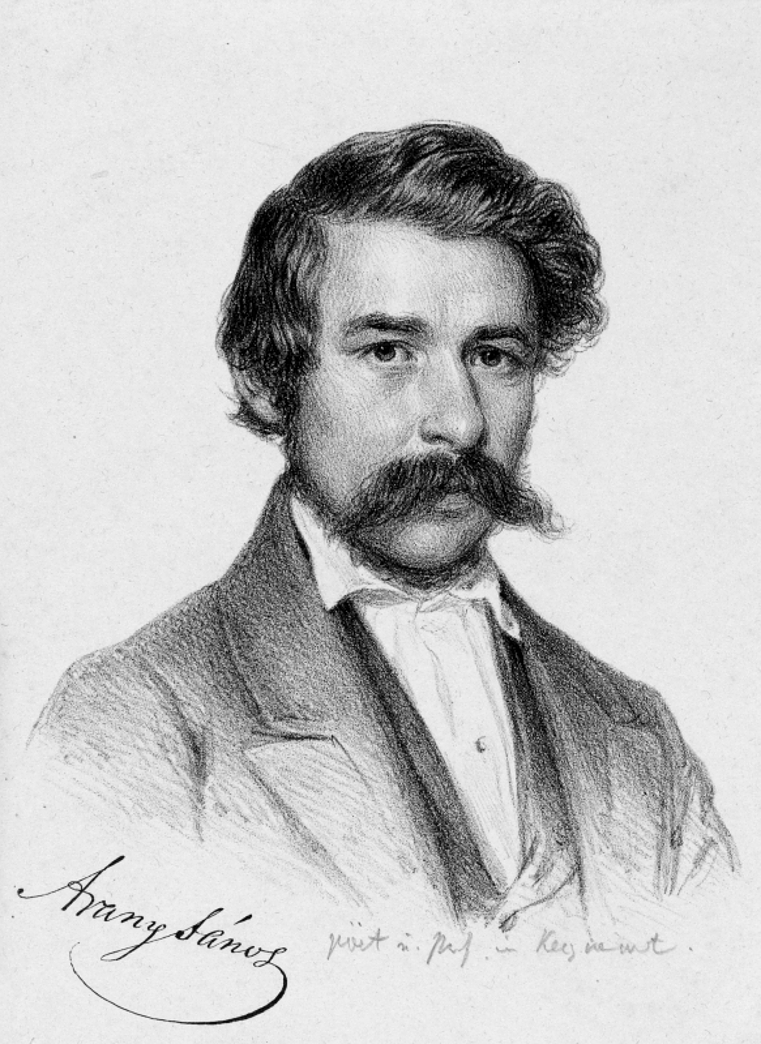
Arany János a díj névadója

Az Arany János-díj egy 1995-ben alapított irodalmi díj, melyet a Magyar Írószövetség Arany János Alapítványának kuratóriuma ítél oda évente a magyar irodalom értékeinek védelme, gondozása terén végzett kiemelkedő tevékenység elismeréseként. Első alkalommal 1996. október 23-án osztották ki.

## Alapítása és odaítélése
A Magyar Írószövetség 1989-es közgyűlésének határozatával létrehozott és 1990 tavaszán bejegyzett Arany János Alapítvány, amelynek célja a régebbi s élő magyar irodalom értékeinek védelme, gondozása, új értékek létrejöttének elősegítése, anyanyelvünk ápolása, nemesítése, művészi gazdagítása, valamint a kiterjedt gondolat- és érzelemvilág szabad kifejezése, az 1995-ös közgyűlésen döntött – az Arany János-jutalom mellett – e jutalom adományozásáról.
A díjakat az alapítvány kuratóriuma ítéli oda; számuk változó. Az elismeréseket minden évben Arany János halála napjához közeli időpontban, az 1956-os forradalom ünnepnapján, október 23-án adják át.
Az Arany János-díjban részesülők pénzjutalom mellett egy Arany Jánosról mintázott kisplasztikát kapnak, Kő Pál Kossuth-díjas szobrászművész alkotását.
2001-ben az Arany János-díj és az Arany János-jutalom mellett egyetlen alkalommal, külön elismerésként, születésnapi Arany János-kitüntetést adományoztak Szepes Mária írónőnek.

## Díjazottak
| Év   | Név                                                                           |
| ---- | ----------------------------------------------------------------------------- |
| 1996 | Bárány Tamás író, költő                                                       |
| 1996 | Károlyi Amy költő, műfordító                                                  |
| 1996 | Rákos Sándor költő, műfordító, esszéíró, kiadói szerkesztő                    |
| 1997 | Mezei András író, költő, szerkesztő                                           |
| 1997 | Rónay László irodalomtörténész, szerkesztő, kritikus, egyetemi tanár          |
| 1997 | Varga Domokos író, újságíró                                                   |
| 1998 | Szabó Gyula magyar író                                                        |
| 1998 | Tornai József költő, író, műfordító                                           |
| 1998 | Tüskés Tibor író, kritikus, irodalomtörténész, szerkesztő                     |
| 1999 | Kabdebó Tamás író, költő, műfordító, irodalomtörténész, kultúrtörténész       |
| 1999 | Kertész Ákos író, filmdramaturg                                               |
| 1999 | Szalay Károly író, irodalomtörténész, pedagógus, szerkesztő                   |
| 2000 | Bella István költő, műfordító                                                 |
| 2000 | Czakó Gábor író, publicista, képzőművész                                      |
| 2000 | Székely Magda költő, műfordító                                                |
| 2001 | Jánosy István író, költő, műfordító                                           |
| 2001 | Kalász Márton költő, író, műfordító, egyetemi tanár                           |
| 2001 | Monoszlóy Dezső költő, író, műfordító                                         |
| 2002 | Kiss Anna költő, drámaíró, író                                                |
| 2002 | Tőzsér Árpád író, költő, irodalomtörténész, műfordító                         |
| 2002 | Vasy Géza irodalomtörténész, kritikus, egyetemi tanár                         |
| 2003 | Albert Gábor író, műfordító, könyvtáros                                       |
| 2003 | Jánosházy György költő, műfordító, kritikus, szerkesztő                       |
| 2003 | Serfőző Simon költő, író                                                      |
| 2004 | Dobozi Eszter író, költő, tanár, szerkesztő                                   |
| 2004 | Görömbei András irodalomtörténész, kritikus, egyetemi tanár                   |
| 2004 | Körmendi Lajos író, költő, szerkesztő                                         |
| 2004 | Tari István költő, prózaíró, fotóművész, újságíró                             |
| 2004 | Vasadi Péter költő, író, esszéíró, irodalomkritikus, műfordító                |
| 2005 | Csokits János költő                                                           |
| 2005 | Fekete J. József író, irodalomtörténész, kritikus, publicista                 |
| 2005 | Nagy Gáspár költő, prózaíró, szerkesztő                                       |
| 2005 | Tamás Attila irodalomtörténész, kritikus                                      |
| 2005 | Vida Gábor író, szerkesztő                                                    |
| 2006 | Dávid Gyula irodalomtörténész, szerkesztő, műfordító                          |
| 2006 | Fekete Gyula író, szociográfus, újságíró                                      |
| 2006 | Karátson Gábor író, műfordító, festő, filozófus, művészetpedagógus            |
| 2007 | Jász Attila költő, szerkesztő, esszéíró                                       |
| 2007 | Stumpf Benedek András író, költő, irodalomtörténész                           |
| 2008 | Marsall László költő                                                          |
| 2009 | Sarusi Mihály író, újságíró, költő, könyvtáros, népművelő                     |
| 2009 | Tamás Menyhért költő, író, műfordító                                          |
| 2010 | Hornyik Miklós író, újságíró, kritikus, szerkesztő                            |
| 2010 | Szörényi László irodalomtörténész, kritikus                                   |
| 2011 | Jánosi Zoltán irodalomtörténész, szerkesztő                                   |
| 2011 | Kiss Benedek költő, műfordító                                                 |
| 2011 | Vári Fábián László költő, kritikus, műfordító, néprajzkutató                  |
| 2012 | Ferenczes István költő, író, újságíró                                         |
| 2012 | Jámborné Balog Tünde író, grafikusművész                                      |
| 2012 | Oláh János költő, író                                                         |
| 2012 | Szakolczay Lajos irodalomtörténész, irodalom- és művészetkritikus, szerkesztő |
| 2013 | Király László költő, író                                                      |
| 2014 | Alföldy Jenő irodalomtörténész, kritikus, szerkesztő                          |
| 2014 | Bertha Zoltán irodalomtörténész                                               |
| 2014 | Kemsei István költő                                                           |
| 2015 | Ferdinandy György költő, író, kritikus, irodalomtörténész, egyetemi tanár     |
| 2016 | András Sándor költő, író, esszéista                                           |
| 2017 | Egyed Emese költő, irodalomtörténész, író, esszéista                          |
| 2018 | Kontra Ferenc költő, író, műfordító                                           |
| 2019 | Szávai Géza író, műfordító                                                    |
| 2020 | Kenéz Ferenc költő, író                                                       |
| 2021 | Árkossy István festő, grafikus, író                                           |
| 2022 | Kovács Katáng Ferenc író, költő, műfordító, szerkesztő                        |
| 2023 | Végh Attila költő, író                                                        |
| 2024 | Vitéz Ferenc költő, író, irodalomtörténész, újságíró, szerkesztő              |

Egyes források Arany János-díjasként mutatják be, azonban a díjat odaítélő Arany János Alapítvány nem sorolja fel a díjazottak között az alábbi költőket:
- Jónás Tamás (1999)
- Kerék Imre (1998)
- Payer Imre (1997)